# Szülészeti abúzus
A szülészeti abúzus (szülészeti erőszak vagy tiszteletlen ellátás) általában a helyi konszenzus által megalázónak vagy méltóságon alulinak ítélt interakciókat vagy körülményeket, valamint annak megélt vagy annak szánt interakciókat vagy körülményeket jelenti. Bowser és Hill 2010-es átfogó elemzése a bántalmazó vagy tiszteletlen ellátás hét kategóriáját határozta meg, ideértve a fizikai bántalmazást, a beleegyezés nélküli klinikai ellátást, az egészségügyi titoktartást nem figyelembevevő ellátást, a méltatlan ellátást, a diszkriminációt, az ellátás hiányát és az egészségügyi intézményekben való fogvatartást.
Ez a bánásmód a nők elleni erőszak egyik formájának és a nők jogainak megsértésének tekinthető. Az Egészségügyi Világszervezet (WHO) tanulmányai szerint a szülészeti abúzus világszerte visszatérő probléma az intézményekben, és súlyos következményekkel járhat mind az anyára, mind gyermekére nézve, ugyanis megakadályozhatja a nőket abban, hogy várandósgondozásra járjanak vagy más egészségügyi szolgáltatást vegyenek igénybe a jövőben. A serdülők, a nem házas nők, az alacsony társadalmi-gazdasági státuszú nők, a migráns nők, a HIV- fertőzött nők és az etnikai kisebbségekhez tartozó nők esetében nagyobb a kockázata annak, hogy szülészeti abúzust tapasztalnak.

## A szülészeti abúzus definíciója és formái
A WHO megjegyzi, hogy a szülészeti abúzust még nem sikerült egyértelműen meghatározni, vagy tudományosan mérni, annak általában az egészségügyi szakemberek által az éppen szülő páciensekkel szemben tanúsított hanyag, fizikailag bántalmazó és/vagy tiszteletlen bánásmódot tartják. Az ilyen rossz bánásmód a nők emberi jogai megsértésének minősül.
A szülészeti abúzus széles spektrumon fordulhat elő, és a következő módokon nyilvánulhat meg: az egészségügyi titoktartást figyelmen kívül hagyó ellátás, méltatlan ellátás, diszkrimináció, nyílt fizikai bántalmazás, beleegyezés nélküli ellátás, ellátatlanság és/vagy az intézményekben való fogvatartás formájában.

## Epidemiológia és következmények
A WHO vizsgálatokat végzett a szülészeti abúzus elterjedtségére vonatkozóan. Tanulmányaik azt mutatják, hogy az egészségügyi intézményekben szülõ nők világszerte és gyakran tapasztalnak tiszteletlen, bántalmazó és/vagy elhanyagoló bánásmódot.
Egy 2020-as, Ghánában, Guineában, Mianmarban és Nigériában végzett tanulmány szerint a megfigyelt nők több mint 40%-a, a megkérdezett nőknek pedig 35%-a tapasztalt rossz bánásmódot szülés közben. Ezenkívül a serdülők, a migráns, HIV-fertőzött és etnikai kisebbségekhez tartozó nők a többieknél nagyobb valószínűséggel tapasztaltak bántalmazást a szülés során.
A szülõ nők nagyon kiszolgáltatottak, és gyakran nem tudják megvédeni magukat a bántalmazás ellen, így a szülészeti erőszak következményei súlyosak lehetnek mind az anyára, mind a gyermekre nézve. A szülés során elkövetett bántalmazás következtében a nő és az egészségügyi szolgáltató között kialakuló bántalmazó-bántalmazotti kapcsolat gyakran ahhoz vezet, hogy a nő általános bizalmatlanságot alakít ki az egészségügyi szolgáltatásokkal szemben. A következmények közé tartozhat, hogy a bántalmazott nők a jövőben vonakodnak várandósgondozást, vagy szülés alatti orvosi segítségnyújtást, vagy más egészségügyi szolgáltatásokat igénybe venni.

## Földrajzi megoszlása

### Észak- és Dél-Amerika
Egyes források említik, hogy az észak-amerikai szülészek és nőgyógyászok jó része, különösen az 1950-es és 1980-as évek között, a „férjöltésnak” nevezett gyakorlatot folytatott, amelynek lényege, hogy a nő hüvelyébe a gátmetszés vagy a szülés során bekövetkező természetes szakadás után további öltéseket helyeztek el. Ezt az eljárást állítólag azért végezték, hogy növeljék a férj jövőbeni szexuális örömét, de az eljárás gyakran hosszú távú fájdalmat és kellemetlenséget okozott a nőnek. Nincs bizonyíték arra, hogy a férjöltés széles körben elterjedt volna Észak-Amerikában, viszont egyes dél-amerikai országok, például Brazília gátmetszési gyakorlatáról szóló tanulmányokban ezt gyakran említik.
Újabban figyelmet kapott az észak-amerikai orvosok várandós nőkkel való bánásmódja. Egyre inkább terjed az a gondolat, hogy a nők döntési joga bizonyos helyzetekben sérült. Azokban az esetekben, amikor a nő és a magzat élete veszélyben van, a nőnek joga van megtagadni az ellátást olyan eljárások esetében, mint a császármetszés, a gátmetszés vagy a vákuummal segített kitolás. A nőket gyakran kényszerítik ezekre az invazív eljárásokra, annak ellenére, hogy az ilyen kényszerítésekről kiderült, hogy hosszú távú károkat okozhatnak, és sok nő a nemi erőszakhoz hasonlítja ezt a tapasztalatot.
A „szülészeti erőszak” kifejezést különösen a latin-amerikai országokban használják, ahol törvény tiltja az ilyen bántalmazást. Ilyen törvények számos latin-amerikai országban léteznek, köztük Argentínában, Puerto Ricóban és Venezuelában.
Két mexikói állami kórház szülészeti erőszakkal kapcsolatos kutatása, amely a 2012-es év egy hónapjának szülésekkel kapcsolatos tapasztalatait elemezte, megállapította, hogy a létesítményekben nyíltan előfordult fizikai bántalmazás, szóbeli bántalmazás és diszkrimináció. Az államilag támogatott egészségügyi biztosítást használó nőket érte a legtöbb diszkrimináció az egészségügyi dolgozók részéről.

### Afrika
Tanzánia olyan afrikai ország, ahol történelme van a szülészeti abúzusnak. 2011-ben Shannon McMahon és munkatársai azt vizsgálták, hogy a szülés közbeni bántalmazás gyakoriságának csökkentését célzó beavatkozások hatékonyak voltak-e. A nőkkel készített interjúk során a megkérdezett nők kezdetben semlegesnek vagy jobbnak nevezték tapasztalataikat. Miután azonban bemutatták nekik a bántalmazás különböző aspektusait, túlnyomó többségük arról számolt be, hogy szülés közben valójában bántalmazást élt át. 2013–2014-ben Hannah Ratcliffe és mások tanulmányt készítettek, hogy feltárják a nők szülés közbeni tapasztalatainak javítására irányuló lehetséges beavatkozásokat. „Nyílt szülésnapot” vezettek be, amely megkönnyítette a páciensek és a szolgáltatók közötti kommunikációt, és továbbképzést nyújtott a szüléssel kapcsolatos eljárásokról. A csapat egy „tiszteletteljes szülészeti ellátás workshopot” is megvalósított, amelynek célja beszélgetés kialakítása volt az egészségügyi személyzet és a betegek között egymás tiszteletével kapcsolatban. Azt tapasztalták, hogy ez a megközelítés sikeresen segítette a rendszerek újjáépítését anélkül, hogy túl sokba került volna. A nők szüléssel kapcsolatos elégedettsége 60%-kal nőtt. Ratcliffe tanulmányával azonos időszakban Stephanie Kujawaki és mások összehasonlító vizsgálatot végeztek a beavatkozásokkal teli és a beavatkozások nélküli szülésekről. A vizsgálat kiindulópontjának adatait 2011–2012-ben vették fel, a vizsgálat második felét pedig 2015-ben végezték. Azt találták, hogy az általuk végzett beavatkozások után 66%-kal csökkent a szülő nőket sújtó bántalmazás és a tiszteletlenség a szülés során. Ez a tanulmány azt mutatja, hogy a közösségi és egészségügyi rendszer reformjai segíthetnek megváltoztatni és átalakítani azokat a normákat, amelyekben a nőkkel rosszul bánnak a szülés során.

### Ázsia
2014–2015-ben Shreeporna Bhattacharya és T. K. Sundari Ravindran azt tűzte ki célul, hogy kérdőív segítségével kvantitatív módon meghatározza a szülészeti abúzus gyakoriságát az észak-indiai Varanasi kerületben. A vizsgálat középpontjában a körzet két vidéki tömbje állt, ahol magas az intézményi szülések aránya, és az alanyokat véletlenszerűen választották ki a területen élő nők közül. Bhattacharya és Ravindran arról számolt be, hogy a bántalmazó viselkedés előfordulásának gyakorisága 28,8% volt, a „bántalmazó viselkedés” vagy „abúzus” általános kifejezésként szerepelt. A bántalmazás két leggyakoribb formája a méltatlan ellátás (19,3%) és a fizikai bántalmazás (13,4%) volt. Ezen felül a betegek 8,5%-a számolt be arról, hogy elhanyagolták vagy elutasították, 5,6%-a a titoktartási kötelezettséget figyelembe nem vevő ellátást kapott, 4,9%-uk pedig a tisztaság hiánya miatti megaláztatással szembesült. A szerzők azt is megjegyzik, hogy az alanyok 90,5%-ától a szabályoknak nem megfelelő módon, pénzt követeltek az ellátásért. A korreláció szempontjából nem volt szignifikáns kapcsolat a társadalmi-gazdasági státusz és a bántalmazás között, bár a szülés során komplikációkkal szembesülő nők négyszer nagyobb valószínűséggel éltek át bántalmazást a létesítményekben.
Fatima Alzyoud és munkatársai a szülés közbeni bántalmazást tanulmányozták Jordániában, különösen az elhanyagolást és a szóbeli bántalmazást. A vizsgálat helyszíneként négy állami anya- és gyermekegészségügyi központot használtak, a kutatás alanya pedig 390 jordániai nő volt, 18–45 év között. A Szüléssel kapcsolatos verbális abúzus és elhanyagolási skála (CVANS) azt találta, hogy legutóbbi szülésük során az alanyok 32,2%-a tapasztalt elhanyagolást, és 37,7%-a verbális bántalmazást. Negatív korreláció volt az életkor és az elhanyagolás/szóbeli bántalmazás között.

### Európa

#### Magyarország
Magyarországon a szülészeti adatgyűjtés a Tauffer-statisztikára korlátozódik. Az anyák szubjektív élményét nem vizsgálják, visszajelzéseiket nem gyűjtik szisztematikusan, így a magyar szülészeti gyakorlatban a rendszerhibák, ártalmak rejtve maradnak. A szülészeti erőszakban érintett nők tapasztalataival alulról szerveződő társadalmi csoportok foglalkoznak, pl. a Másállapot Mozgalom és az EMMA Egyesület.

## A szülészeti erőszak interszekcionalitása

### Faji/etnikai hovatartozás
Miközben az anyai egészséggel kapcsolatos globális kutatások és érdekérvényesítés a közelmúltban hívta fel a figyelmet a szülészeti erőszakra, a történészek történelmi példákat is feljegyeztek. Az Amerikai Egyesült Államokban tanúsítják, hogy a szülészeti erőszak a rabszolgaság idején kezdődött, amikor a rabszolgaként élő nőket fizikailag kizsákmányolták és kísérleteztek rajtuk a szülészet és nőgyógyászat területét előbbre vinni kívánó, az amerikai polgárháború előtt praktizáló orvosok. A történészek megerősítik, hogy később ez a fekete és más rasszú nők kényszersterilizálásának formájában nyilvánult meg az eugenikai mozgalom részeként. A „Mississippi vakbélműtétek” gyakorlata volt a fekete nők 1920 és 1980 közötti erőszakos és kényszerített sterilizációja. A Fannie Lou Hamer aktivista elnevezte „Mississippi vakbélműtétek” során fekete és más színes bőrű nőket sterilizáltak tájékoztatáson alapuló beleegyezés, tudás és érvényes orvosi indok nélkül. Hamer felidézi, hogy rajta is elvégezték a méheltávolítást, a beleegyezése nélkül, egy méh mióma eltávolítására irányuló műtét során, s ez meddővé tette őt. A kutatók megerősítik, hogy a méheltávolításokat és petevezeték-lekötéseket szegény fekete nőkön olyan rezidens orvosok végezték, akiknek megengedték, hogy „gyakorolják” sebészeti készségeiket.
A tudósok azt állítják, hogy a tiszteletlen ellátás e történelmi formái közül néhány a 21. században is fennmaradt. A különféle társadalmi-gazdasági státuszú fekete anyák, köztük Serena Williams teniszbajnoknő, részletes tapasztalatokat szereztek arról, hogy figyelmen kívül hagyják vagy elutasítják őket, amikor szövődmények jeleiről számoltak be, vagy amikor aggodalmukat fejezték ki terhességük során. Egy, az anyák és csecsemők egészségi állapotának egyenlőtlenségeiről Kaliforniában végzett tanulmány megállapította, hogy a családok leggazdagabb 20%-án belül továbbra is fennáll a faji egyenlőtlenség az anyák és csecsemők egészségi állapotában. A tanulmány arra a következtetésre jutott, hogy a fekete anyák és csecsemők kétszer nagyobb valószínűséggel haltak meg, mint a fehér anyák és csecsemőik még az ebben az adósávban adózók körében is. A kutatók azt is megállapították, hogy a legmagasabb jövedelmű fekete nők körében az anyai halálozási arányok ugyanolyan magasak voltak, mint a legalacsonyabb jövedelmű fehér nők körében. Egy másik tanulmány megállapította, hogy a színes bőrű nők gyakrabban tapasztalnak rossz bánásmódot, mint más rasszok, és a rossz bánásmód aránya náluk következetesen magasabb, mint fehér társaiknál. A New York-i Állami Egészségügyi Minisztérium és az Amerikai Járványügyi Ellenőrző és Megelőző Központ (Centers for Disease Control and Prevention) kutatása szerint az USA-ban a fekete nők három-négyszer nagyobb valószínűséggel halnak meg terhességgel összefüggő szövődményekben, mint a fehér nők, ahol ezeknek a halálesetek több mint 60%-a megelőzhető lenne, ha a nők megfelelő és tiszteletteljes ellátást kapnának.
Bár a tanulmányok szerint a szülészeti erőszak hatásai aránytalanul oszlanak el, azt is kimutatták, hogy e hatások az Egyesült Államokban nem korlátozódnak pusztán a fekete nőkre. Egy, az 1970-es években végzett tanulmány kimutatta, hogy a becslések szerint a szülőképes korú amerikai őslakos nők egynegyedét sterilizálták az Indián Egészségügyi Szolgálat kórházaiban.

## Fordítás
- Ez a szócikk részben vagy egészben  az   Abuse during childbirth című angol Wikipédia-szócikk ezen változatának fordításán alapul.  Az eredeti cikk szerkesztőit annak laptörténete sorolja fel. Ez a jelzés csupán a megfogalmazás eredetét és a szerzői jogokat jelzi, nem szolgál a cikkben szereplő információk forrásmegjelöléseként.